# Emily Harrison
Emily Harrison (Louisiana, 13 giugno 1977) è un'attrice statunitense.

## Biografia
Partecipa a numerose serie televisive americane come E.R. - Medici in prima linea e American Dreams. Nel 2004 ha interpretato per pochi episodi il personaggio di Bridget Forrester nella soap opera Beautiful.

## Filmografia

### Cinema
- Dangerous Intentions - regia di Michael Toshiyuki Uno (1995)
- Curse of the Puppet Master - regia di David DeCoteau (1998)
- Ocha Cups for Christmas - regia di Michael Fimognari (2002)
- Dickie Roberts: Former Child Star - regia di Sam Weisman (2003)
- Valley of the Heart's Delight - regia di Tim Boxell (2006)
- Take - regia di Charles Oliver (2007)

### Televisione
- Food for Thought - regia di Kenny Golde (2001)
- American Dreams - serie TV, episodio 1x11 (2003)
- Settimo cielo - serie TV, episodio 7x17 (2003)
- Beautiful - soap opera, 18 episodi (2004) - Bridget Forrester
- E.R. - Medici in prima linea - serie TV, episodio 11x20 (2005)
- CSI: NY - serie TV, episodio 1x23 (2005)
- Scandal - serie TV, episodio 1x05 (2005)

## Doppiatrici italiane
Nelle versioni in italiano delle opere in cui ha recitato, Emily Harrison è stata doppiata da:
- Federica De Bortoli in CSI: NY